# Шандор Прајзингер
Шандор Прајзингер (мађ. Preisinger Sándor; Залаегерсег, 11. децембар 1973) је бивши мађарски фудбалер који је играо на позицији нападача и фудбалски тренер.

## Клупска каријера
Каријеру је започео у ЗТЕ-у. У сезони 1993/94. У западној групи НБ II је одиграо 27 утакмица. Прајзингер је са својим тимом освојио друго место и постигао је 21 гол. У мечу плеј-офа против Шиофока, помогао је свом тиму да се пласира у НБ I са три постигнута гола. Наредне сезоне постао је најбољи стрелац прве лиге, такође са 21. постигнутим голом. После освојене титуле најбољег стрелца НБ I, каријера му је кренула низбрдо, суспендован је четири пута за пола године.
Потом је отишао у МТК, а затим на кратко на позајмицу у белгијски КФЦ Вербродеринг Гхил.
Вративши се у Мађарску, играо је у Шопрону, а затим у Халадашу. У сезони  2001/02. био је најбољи стрелац Халадаша. Халадаш је 16. јануара 2003. раскинуо уговор са њим, наводећи кршење уговора. Према речима директора клуба Золтана Илеша, присуствовао је свечаности у Залаегерсегу 28. децембра без дозволе.
Пребачен је у Ђер ЕТО, али није играо у првом тиму. Одатле је прешао у друголигаша Њиређхазу, а затим се вратио кући у Залаегерсег у пролеће 2004. године у екипу Андрашиде који се такмичио у жупанијском првенству. Последњи пут је играо у нижелигашима у Аустрији.
У 186 прволигашких мечева постигао је 64 гола. У другој лиги у сезони 1993/94, постао је најбољи стрелац лиге а у сезони 1994/95 најбољи стрелац свог клуба Залаегерсега.

## Репрезентација
Био је члан мађарског олимпијског тима 1996. у Атланти. Дана 5. јуна 1999. године имао је први наступ за сениорску репрезентацију против селекције Румуније.

## Остварења
* НБ I:
- - шампион: 1996/97., 1998/99.
  - другопласирани:  1999/00.
- Куп Мађарске у фудбалу:
  - првак: 1996/97. 1997/98.,  1999/00.
  - финалиста: 2001/02.
- Прва лига Мађарске у фудбалу
  - Најбољи стрелац Мађарске лиге: 1994/95. (21. гол)